# Sant'Angelo (rione di Roma)
Sant'Angelo è l'undicesimo rione di Roma, indicato con R. XI.
L'importanza storica del rione deriva soprattutto dalla presenza sul suo territorio del Ghetto degli Ebrei con la Sinagoga.

## Geografia fisica
Sant'Angelo è il più piccolo fra i rioni romani. Esso si trova sulla sponda sinistra del Tevere davanti all'Isola Tiberina, confinando in senso orario da ovest con i rioni di Regola, Sant'Eustachio, Pigna, Campitelli e Ripa. A sudovest si affaccia sul fiume.
Il territorio del rione è pianeggiante ed essendo molto basso, prima della costruzione dei muraglioni, era particolarmente esposto alle piene del fiume.

### Territorio
Il rione confina con:
- Pigna: via Florida, via delle Botteghe Oscure
- Campitelli: via dell'Aracoeli, vicolo e piazza Margana, via dei Delfini, via Cavalletti, via della Tribuna di Campitelli, via Montanara, via del Teatro di Marcello
- Ripa: via del Foro Olitorio, via di Monte Savello
- il Tevere: Lungotevere dei Cenci
- Regola: via del Progresso, piazza delle Cinque Scole, via di santa Maria del Pianto, via in Publicolis
- Sant'Eustachio: via dei Falegnami, via di Sant'Elena, largo Arenula

## Storia

### L'età Romana:Circus Flaminius

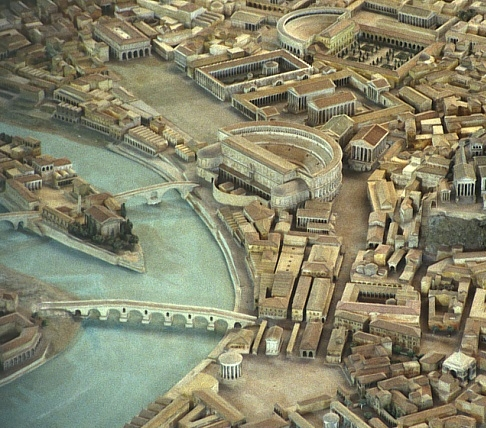
Plastico dell'area meridionale della IX regio,"Circus Flaminius", all'inizio del IV secolo, vista da sud. Il teatro in primo piano è quello di Marcello, quello in secondo piano quello di Balbo, alla cui destra è visibile la Crypta Balbi. La grande piazza è ciò che rimane del Circo: sul lato nord della piazza sono visibili, da destra a sinistra, il Portico di Ottavia e quello di Filippo.

Durante la prima età romana, il territorio di Sant'Angelo si trovava al di fuori delle Mura serviane ma, essendo posto proprio di fronte all'isola, dove il fiume – almeno in estate - poteva essere guadato facilmente, esso aveva grande importanza strategica. 
I ponti Cestio e Fabricio, costruiti nel corso del I secolo a.C., collegando l'isola rispettivamente con la sponda destra e quella sinistra del fiume, aumentarono ancora l'importanza dell'area.
Durante l'Impero il distretto divenne parte della IX Regio (Circus Flaminius), la quale prese il nome dal secondo circo di Roma in ordine di grandezza, qui costruito durante il III secolo a.C. da Gaio Flaminio Nepote. L'area intorno al Circo Flaminio, sorgendo vicino al Campidoglio e il Foro Romano, fu destinata da Augusto ad essere parte del centro monumentale di Roma, con edifici dedicati a rappresentazioni teatrali (il Teatro di Marcello e quello di Balbo), e templi.
Inoltre, due magnifici Portici, entrambi ricostruzioni di Portici repubblicani, furono costruiti verso la fine del I secolo a.C.: la Porticus Octaviae e la Porticus Philippi. Il primo fu eretto da Augusto, che lo dedicò a sua sorella Ottavia, il secondo fu eretto da suo suocero Filippo.
Parte dello spazio necessario per questi edifici fu ottenuta alle spese del Circo Flaminio, che fu quindi smantellato da Augusto.

### Il Medioevo:Sant'Angelo in foro piscium

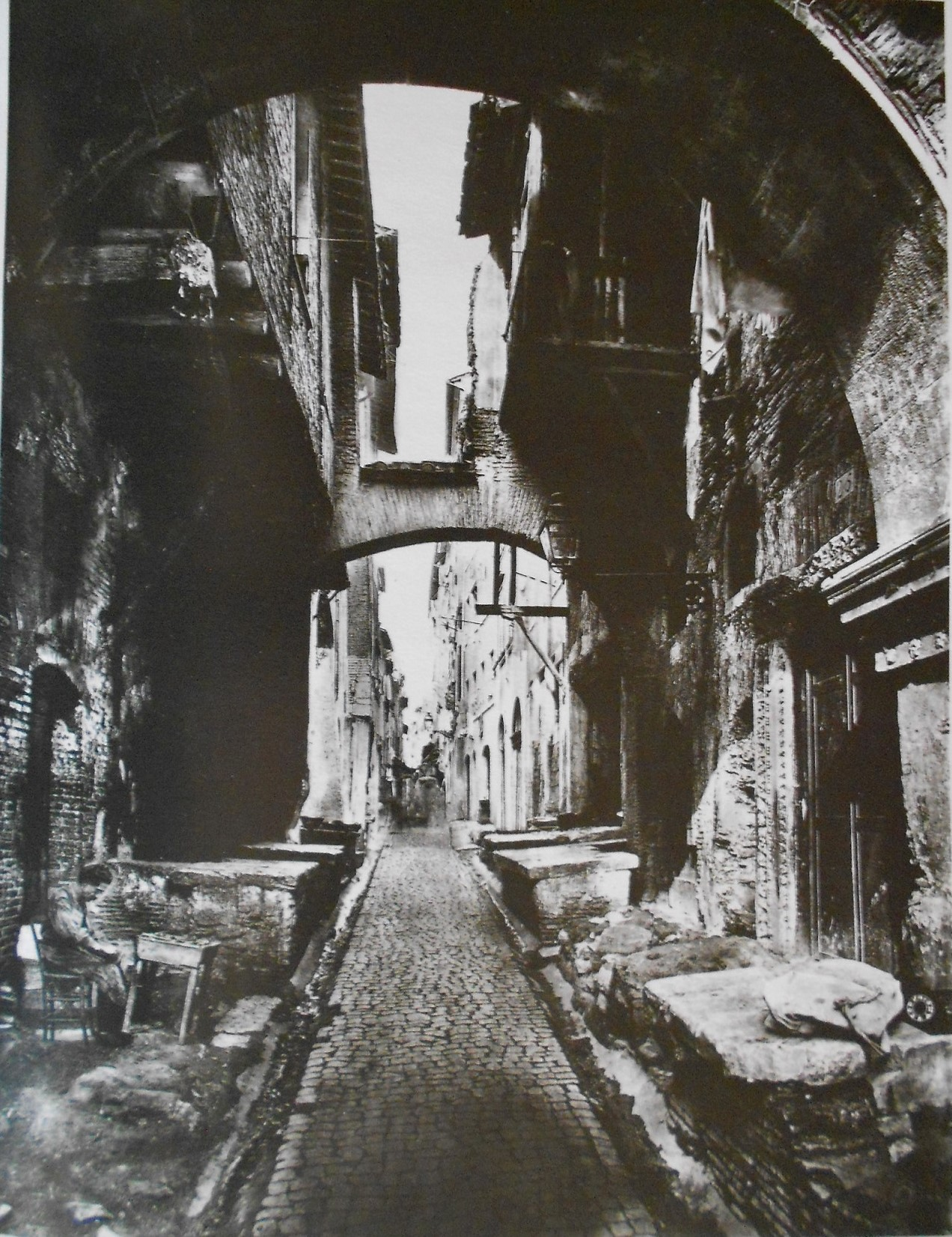
La Pescheria in via del Portico d'Ottavia (ca.1860). Le lastre marmoree dove il pesce era venduto sono visibili su entrambi i lati della strada. Le case sulla sinistra furono demolite insieme al Ghetto nel 1885, mentre quelle sulla destra esistono ancora, e ospitano alcuni fra i migliori ristoranti di cucina ebraica.

Dopo la fine dell'Impero, gli edifici monumentali caddero in rovina, ma alcuni fra di essi furono trasformati in fortilizi. Diversi fattori giocarono un ruolo importante in questa trasformazione: prima di tutto, la mole e la solidità di costruzione; quindi, la vicinanza al Tevere (dopo la distruzione degli acquedotti durante la Guerra gotica, il fiume divenne la sola fonte d'acqua potabile per la città). Infine, la possibilità di controllare l'accesso alla sponda destra tramite i Ponti Fabricio, Cestio ed Emilio, i soli ancora transitabili all'interno del perimetro della Mura aureliane all'inizio del medioevo.
Le famiglie baronali dei Fabi e – più tardi - dei Savelli, i quali sull'Aventino possedevano anche la fortezza chiamata Rocca Savella, si annidarono dentro le rovine del teatro di Marcello, mentre gli Stefaneschi costruirono dentro il teatro e la cripta di Balbo il castello chiamato Castrum aureum, che più tardi donarono al monastero di Santa Caterina.
Il mercato del pesce si spostò invece dal Foro Piscario, situato vicino al Foro Romano, fra le rovine del Portico d'Ottavia, e rimase lì sino alla fine dell'Ottocento, divenendo uno dei luoghi più pittoreschi di Roma.
Durante il Medioevo il distretto prese il nome di Vinea Thedemari, mentre la sua parte settentrionale venne chiamata Calcaràrio, dalle Calcare (forni per la Calce), che per secoli produssero la Calce ottenuta bruciando i marmi dei Fori.
Più tardi apparve anche la denominazione attuale Sant'Angelo, dalla chiesa più importante del rione, Sant'Angelo in Foro Piscium ("Sant'Angelo in Pescheria"). Questa chiesa, eretta nel 770 dentro i Propilei del Portico di Ottavia, ebbe una grande importanza storica durante l'età medievale. Nel 1110 papa Pasquale II nominò diacono cardinale del titolo di questa chiesa San Berardo. Da qui, la domenica di Pentecoste del 1347, i Romani, guidati da Cola di Rienzo, lanciarono l'assalto al Campidoglio nel tentativo di ripristinare la repubblica romana.
Sant'Angelo, essendo come i rioni confinanti di Regola e Ripa un quartiere essenzialmente operaio, ospitò molte corporazioni: vicino alla chiesa di Santa Caterina erano presenti i funari,, i quali torcevano le funi nel cortile porticato lungo 60 m della Crypta Balbi. Lungo le Botteghe Oscure così erano chiamate le arcate del Teatro di Balbo - era prodotta la calce, mentre fabbri e calderai avevano le loro botteghe dentro le arcate del teatro di Marcello.Infine, cardatori e cimatori avevano le loro botteghe presso la chiesa di San Valentino, mentre i pescivendoli avevano il loro mercato in via del Portico d'Ottavia, dove essi vendevano il pesce su tavole marmoree le quali erano affittate a caro prezzo dalle famiglie nobili romane. Sul muro vicino al Portico è ancora oggi visibile la copia di una lastra marmorea (l'originale può essere visto nei Musei Capitolini), la cui lunghezza dà la dimensione massima dei pesci che potevano essere venduti interi. A quelli che erano più lunghi bisognava tagliare la testa, la quale doveva essere data ai Conservatori (I consiglieri comunali della Roma papale), che la usavano per preparare una zuppa di pesce.
L'attività più caratteristica della pescheria era il cosiddetto cottío, cioè la vendita all'incanto del pesce, che aveva luogo ogni notte alle due. Particolarmente atteso era il cottío dell'antivigilia di Natale, il quale era frequentato da moltissimi romani i quali andavano a procurarsi il pesce per il cenone della Vigilia. Per i Romani il cottío dell'antivigilia costituiva l'inizio delle feste natalizie.

### Rinascimento:Serraglio delli Ebrei

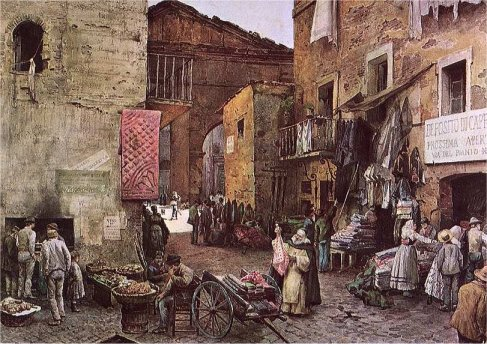
Il Ghetto scomparso: via Rua in un acquerello di Ettore Roesler Franz (1880 ca.). Via Rua (Rua è una parola analoga al Francese rue) era la strada principale nel vecchio Ghetto. Qui erano situati molti rigattieri e venditori di abiti usati.

Il Rinascimento arrivò a Sant'Angelo intorno alla metà del XV secolo. A quel tempo Lorenzo Manili, un nobile romano entusiasta della sua città, costruì la propria dimora decorandone la facciata con rilievi romani e una lunga iscrizione in latino, dove egli esalta la rinascita della città Eterna.
Nel XVI secolo, i Savelli fecero costruire in cima al Teatro di Marcello un bellissimo palazzo, opera di Baldassarre Peruzzi, il palazzo Savelli Orsini, che nel 1729 divenne possesso degli Orsini. 
Nel frattempo, nella parte nord del rione, un'altra potente famiglia, i Mattei, eresse ben quattro palazzi, i quali insieme formarono un isolato, chiamato "Isola dei Mattei". In questo periodo anche altre nobili famiglie, come i Costaguti, i Santacroce e i Serlupi, scelsero di costruire le loro residenze in Sant'Angelo.
Ma, mentre il vento del Rinascimento stava iniziando a soffiare per Roma, un altro evento cambiò profondamente il destino del rione: l'arrivo degli Ebrei.
A causa della decadenza del commercio fluviale, all'inizio del XV secolo essi abbandonarono la sponda destra e si sparsero per la città. A quel tempo, in Roma vivevano circa 2.000 Ebrei: 1.200 a Sant'Angelo (qui essi ammontavano all'ottanta per cento della popolazione), 350 alla Regola, 200 in Ripa, mentre gli altri erano sparsi nei distretti restanti.
Circa un secolo dopo, il 14 luglio 1555, Papa Paolo IV, un campione della Controriforma, promulgò la Bolla "Cum nimis absurdum", dove egli revocava tutti i diritti della comunità israelita e la rinchiudeva in un quartiere murato, il Ghetto. I Cristiani che erano proprietari degli edifici posti all'interno del recinto poterono mantenere la proprietà ma, grazie al cosiddetto "jus gazzagà" (diritto di possesso) essi non potevano né mandar via gli inquilini né aumentare gli affitti.
Il muro era interrotto da due porte, le quali venivano aperte all'alba e chiuse ogni sera, un'ora dopo il tramonto fra novembre e Pasqua, due ore dopo negli altri periodi dell'anno. L'area aveva forma trapezoidale, e non conteneva quasi edifici degni di nota. La sola piazza importante – Piazza Giudea – era divisa dal muro in due parti. Le tre chiese che sorgevano nel Ghetto furono sconsacrate e demolite subito dopo la sua costruzione.
Agli Ebrei romani era permesso di esercitare solamente lavori di basso grado, come stracciaroli, rigattieri o pescivendoli.. Essi potevano anche esercitare prestiti a pegno, e questa attività eccitava l'odio dei romani contro di loro.
Nel gioco del Lotto, essi potevano giocare solo numeri bassi e appartenenti alla stessa decina (da uno a trenta), tanto è vero che, quando accadeva che venissero estratte cinquine di questo tipo, i romani dicevano che in Ghetto quel giorno era festa grande.
Quando si recavano fuori del loro distretto, gli uomini dovevano indossare un panno giallo (lo "sciamanno"), e le donne un velo giallo (lo stesso colore delle meretrici). Durante le feste essi dovevano divertire i Cristiani, gareggiando in competizioni umilianti. 
Dovevano correre nudi con una corda intorno al collo, oppure con le gambe in un sacco. Talvolta gli ebrei si facevano cavalcare dai soldati a mo' di cavalli.
Ogni anno in Campidoglio il Rabbino capo doveva rendere omaggio al Caporione (il capo dei Conservatori), ricevendone in cambio un calcio nel sedere. Con questa "cerimonia" la comunità ebraica riceveva così il permesso di rimanere un altro anno nella città eterna.
Ogni sabato la comunità israelitica era obbligata ad ascoltare una predica coatta davanti alla chiesetta di San Gregorio a Ponte Quattro Capi, proprio al di là del recinto.
Al tempo della sua costruzione, nel Ghetto – come quasi dappertutto a Roma – non esisteva acqua corrente. In ogni modo, alcuni anni dopo i Pontefici fecero costruire nel rione diverse fontane, e una venne posta in Piazza Giudea.
Naturalmente, la gran quantità di popolazione che viveva in un'area così piccola, insieme all'indigenza della comunità, causò terribili condizioni igieniche. Il distretto, trovandosi molto in basso e vicino al Tevere, era spesso inondato. Durante la peste del 1656, 800 abitanti su 4.000 morirono a causa dell'epidemia. Sant'Angelo, che era il rione con la superficie più piccola, era anche, grazie alla presenza del Ghetto, quello con la maggiore densità di popolazione.

### L'età moderna

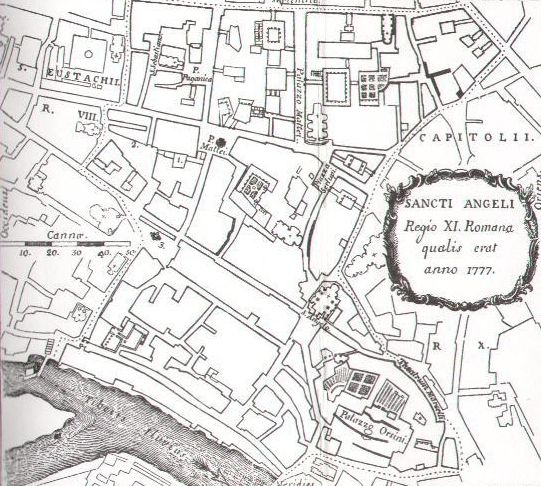
Sant'Angelo nell'anno 1777 (Mappa edita da Monaldini). Nella parte meridionale della pianta, ad ovest del teatro di Marcello, è visibile il Ghetto, racchiuso dal suo muro.

Il seicento e il settecento passarono senza eventi degni di nota per il rione: il centro di gravità della Chiesa si era già spostato dal Laterano al Vaticano e Borgo, e il Campidoglio aveva perso la sua importanza come zona residenziale in favore della pianura di Campo Marzio.
Le cose iniziarono a cambiare con la Rivoluzione francese. Durante la Repubblica Romana, nel 1798, le porte del Ghetto furono finalmente aperte, e l'albero della Libertà venne piantato in Piazza Giudea. Sfortunatamente, la caduta di Napoleone causò il rientro degli Ebrei nel distretto murato. Nel 1847, Pio IX ordinò la demolizione del muro ma, a causa della resistenza dei Romani, il compito dovette essere eseguito durante la notte. Comunque, fu solo dopo il 20 settembre 1870 che gli Ebrei romani cessarono di essere considerati cittadini di seconda classe.
Dopo l'unificazione italiana, grandi trasformazioni alterarono il rione. Enormi muraglioni, i lungotevere, furono costruiti lungo il fiume, in modo da evitare gli effetti rovinosi delle piene, e questo causò la demolizione della pittoresca quinta di case che si specchiavano nel Tevere. Il Ghetto, sebbene gli ebrei fossero ora liberi cittadini, era affollato come prima dalla comunità israelitica, ma le condizioni igieniche sempre precarie spinsero ad una soluzione radicale. L'intero quartiere venne quindi demolito nel 1885, spendendo molto più dei cinque milioni di Lire originariamente preventivati, e nuovi edifici, che mal si intonavano all'ambiente circostante, sorsero intorno alla nuova Sinagoga. La sola parte di Sant'Angelo che possa ancora dare un'idea del vecchio ghetto è quella lungo Via della reginella, la quale venne inclusa nel recinto solo all'inizio dell'Ottocento.

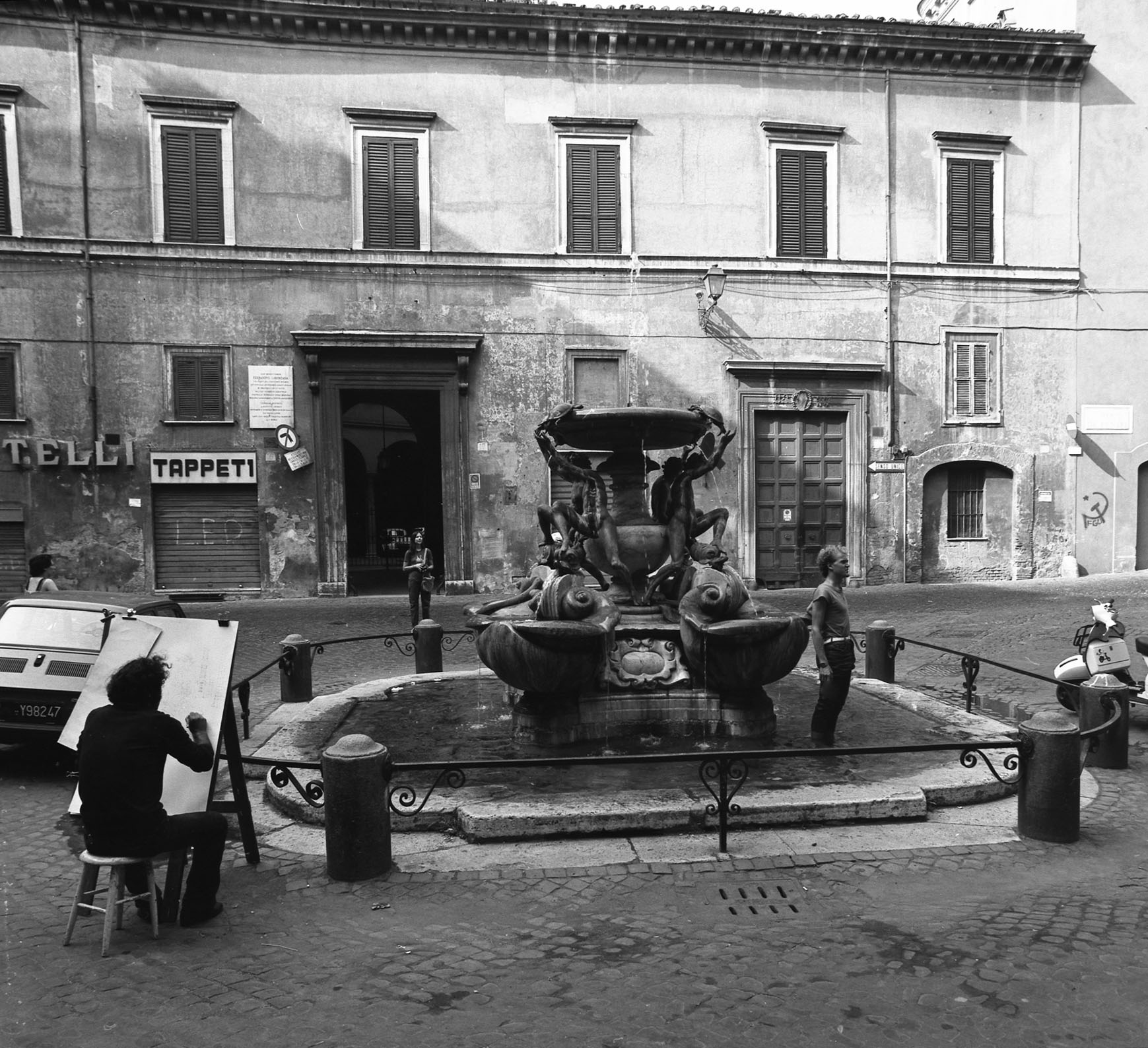
Piazza Mattei (1982)

Durante gli anni venti del secolo scorso, Sant'Angelo venne coinvolto nel gigantesco programma di demolizioni messo in atto dal regime fascista. Nel 1926, il quartiere intorno al Teatro di Marcello venne demolito, mentre il monumento veniva isolato e restaurato. Molti vicoli e piazzette pittoresche scomparvero ma, d'altra parte, templi romani vennero di nuovo alla luce. Inoltre, anche bellissime case medievali sino a quel momento nascosti sotto superfetazioni più tarde, poterono essere restaurati con cura.
Infine, nel 1940, nel lato settentrionale del rione Via delle Botteghe Oscure venne drasticamente allargata, e anche qui chiese e palazzi caddero vittime del piccone.
Dopo le demolizioni del periodo fascista, venne deciso di modificare i limiti storici del rione, stabiliti nel 1743 sotto papa Benedetto XIV. Sant'Angelo si è quindi esteso, incorporando parti marginali ma importanti dei rioni confinanti Campitelli e Ripa.
Durante l'occupazione tedesca di Roma nel corso della seconda guerra mondiale, la comunità ebraica romana venne costretta a pagare 50 kg d'oro alle SS, per evitare la deportazione nei campi di concentramento nazisti. Ciò non fu sufficiente: nonostante il pagamento del riscatto, il 16 ottobre 1943 2.091 di essi furono deportati, e parecchi di loro morirono in Germania. Molti altri vennero anche uccisi il 24 marzo 1944 alle Fosse Ardeatine.

### Sant'Angelo oggi
All'alba del XXI secolo Sant'Angelo rimane una delle zone più caratteristiche nella vecchia Roma. Mentre la parte settentrionale del rione, con la sua ragnatela di vicoli stretti e solitari che la proteggono dal traffico, mantiene un carattere prettamente residenziale, la parte meridionale è sempre caratterizzata dalla forte presenza ebraica. Le strade intorno al Portico d'Ottavia mantengono così l'atmosfera di un villaggio, e ospitano diversi negozietti (condotti per lo più da Ebrei) e molte Trattorie, che, con i loro carciofi alla giudia e filetti di baccalà, perpetuano la tradizione della cucina ebraica romanesca.
La presenza di una forte comunità ebraica rende necessaria una presenza continua – anche se discreta - di Polizia e Carabinieri, schierati soprattutto nelle vicinanze della Sinagoga, in modo da prevenire attentati.
Sant'Angelo ospita anche diverse istituzioni culturali, come l'Istituto dell'Enciclopedia Italiana, l'Istituto centrale per i beni sonori ed audiovisivi e il Centro di Studi Americani, che possiede la biblioteca europea più importante avente come soggetto gli Stati Uniti. Ospita altresì la sede centrale della Universitas Mercatorum.

### Stemma
Pesce bianco in campo rosso.
Lo stemma rappresenta un angelo su sfondo rosso, con un ramo di palma nella mano sinistra. In un'altra versione, l'angelo appare con una spada nella mano destra e una bilancia nella sinistra.

## Monumenti e luoghi d'interesse

### Architetture civili

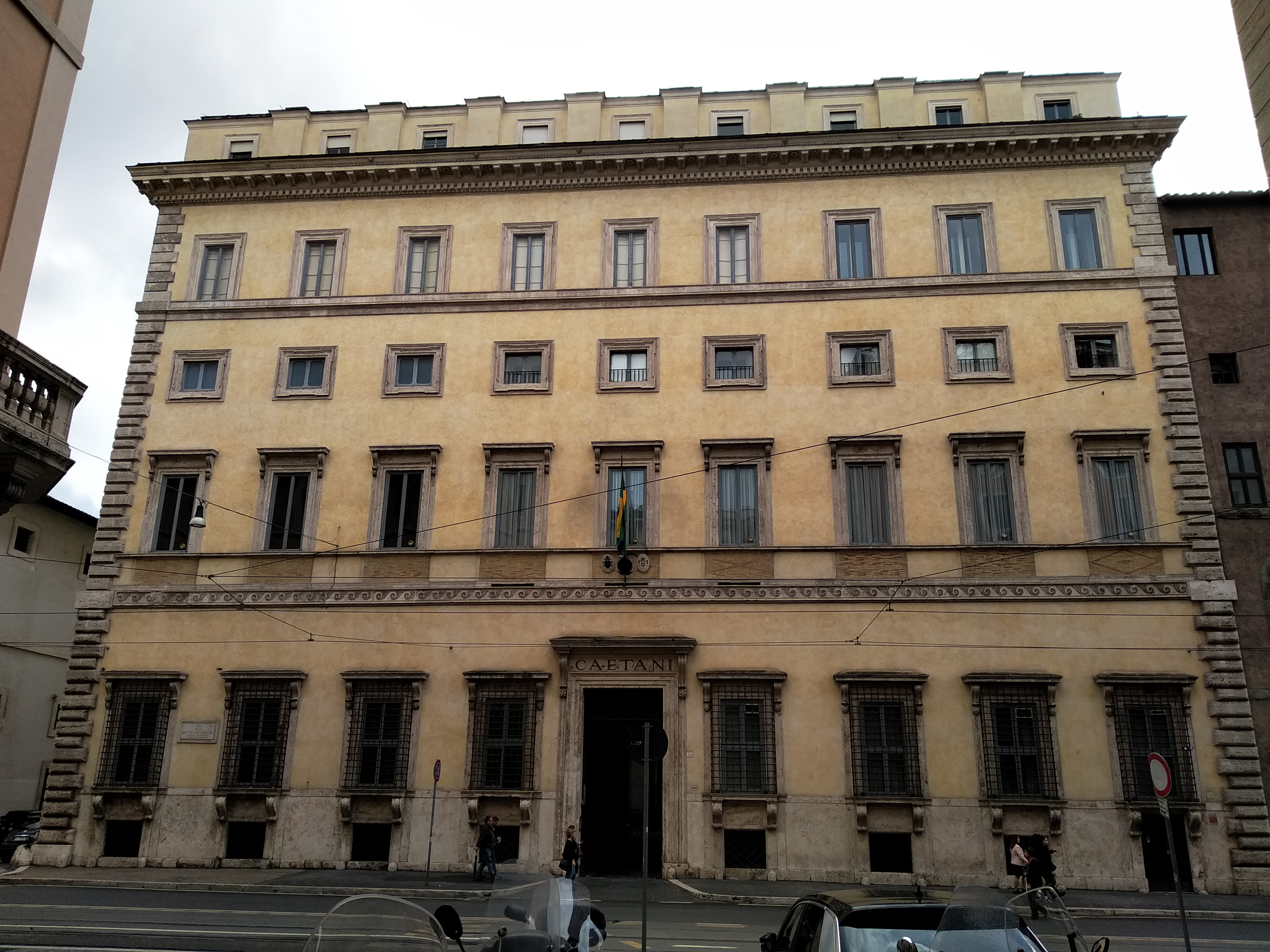
Facciata di Palazzo Mattei Caetani

- Palazzo Caetani Lovatelli, su piazza Lovatelli.
- Palazzo Costaguti, su piazza Mattei.
- Isola Mattei, complesso di edifici posti fra piazza Mattei, via di Paganica, piazza dell'Enciclopedia Italiana, via delle Botteghe Oscure, via Michelangelo Caetani e via dei Funari.
  - Palazzo Mattei Caetani, su via delle Botteghe Oscure.
  - Palazzo Mattei di Paganica, su via Paganica e piazza della Enciclopedia Italiana.
  - Palazzo Mattei di Giove, su via Michelangelo Caetani e via dei Funari.
  - Palazzo di Giacomo Mattei, su piazza Mattei.
  - Palazzetto all'Olmo, su via delle Botteghe Oscure e piazza della Enciclopedia Italiana.
- Palazzo Guglielmi Chiablese, su piazza dell'Enciclopedia Italiana.
- Palazzo Santacroce.
- Palazzo Savelli Orsini, su via di Monte Savello.
- Albergo della Catena, dopo il termine di via della Tribuna di Campitelli.
- Casa di Lorenzo Manilio, su via del Portico di Ottavia.
- Casina dei Vallati, su via del Foro Piscario.
- Torre dei Grassi, su via di S. Angelo in Pescheria.
- Villino Lupi, su Piazza delle Cinque Scole 37

### Architetture religiose

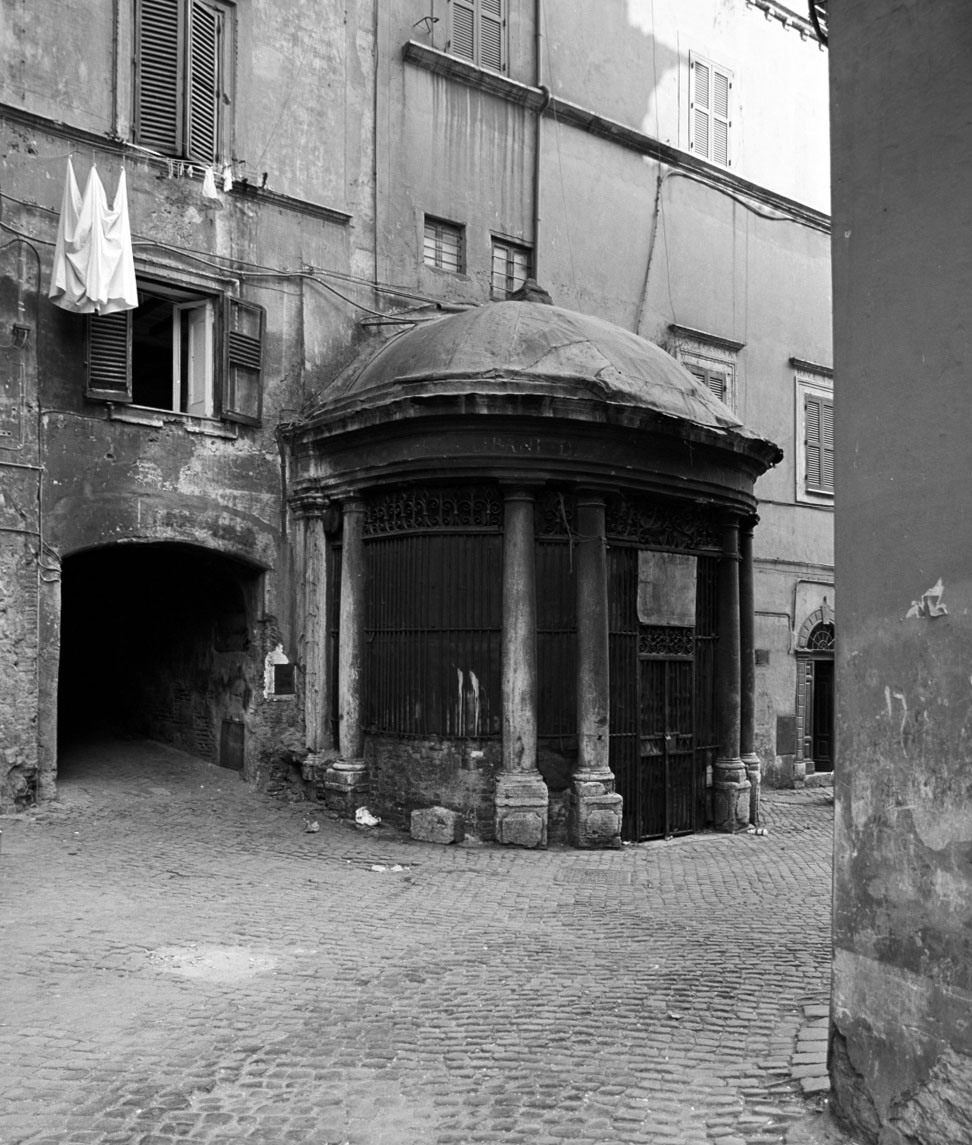
Il Tempietto del Carmelo in piazza Costaguti

- Basilica di San Nicola in Carcere, su via del Teatro di Marcello.
- Chiesa di Sant'Ambrogio della Massima, su via di sant'Ambrogio.
- Chiesa di Sant'Angelo in Pescheria, su via del Portico D'Ottavia.
- Chiesa di Santa Caterina dei Funari, su via dei Funari.
- Chiesa di San Gregorio della Divina Pietà, su piazza Gerusalemme.
- Chiesa di Santa Maria in Portico in Campitelli, su piazza di Campitelli.
- Tempio Maggiore di Roma, sul lungotevere De'Cenci.
- Chiesa di Santo Stanislao dei Polacchi, su via delle Botteghe Oscure.
- Chiesa di Santa Maria in Publicolis, su via in Publicolis.

Sconsacrate
- Oratorio di Sant'Andrea dei pescivendoli, su via del Foro Piscario.
- Cappella di Santa Maria del Carmine e del Monte Libano, su piazza Costaguti.
- Chiesa di Santa Rita da Cascia in Campitelli, su via Montanara.

Scomparse
- Chiesa di Santa Cecilia all'Arco Savello
- Chiesa di Santa Cecilia della Fossa
- Chiesa di Santa Cecilia de Pantaleis
- Chiesa dei Santi Sebastiano e Valentino, abbattuta poco dopo il 1870.

### Siti archeologici
- Teatro di Marcello
- Portico di Ottavia
- Portico di Ottavio
- Portico di Filippo
- Tempio di Apollo Sosiano
- Tempio di Bellona
- Tempio di Giunone Regina
- Tempio di Ercole delle Muse
- Tempio di Nettuno
- Tempio di Castore al circo
- Circo Flaminio
- Crypta Balbi
- Teatro di Balbo

## Altri monumenti
- Fontana delle Tartarughe
- Fontana di Piazza Giudia

## Geografia antropica

### Piazze
- Largo Arenula
- Piazza dei Calcarari
- Piazza Campitelli
- Piazza delle Cinque Scole
- Piazza Costaguti
- Piazza dell'Enciclopedia
- Piazza Lovatelli
- Piazza Mattei
- Piazza di Monte Savello
- Piazza Paganica

### Strade
- Lungotevere dei Pierleoni
- Lungotevere De' Cenci
- Via d'Aracoeli
- Via delle Botteghe Oscure
- Via Michelangelo Caetani
- Via Catalana
- Vicolo Costaguti
- Via dei Delfini
- Via de' Falegnami
- Vicolo de' Falegnami
- Via Florida
- Via del Foro Olitorio
- Via del Foro Piscario
- Via de' Funari
- Via Montanara
- Via di Monte Savello
- Via Paganica
- Vicolo Paganica
- Via dei Polacchi
- Vicolo dei Polacchi
- Via del Portico d'Ottavia
- Via in Publicolis
- Vicolo in Publicolis
- Via della Reginella
- Via di S. Ambrogio
- Via di S. Angelo in Pescheria
- Via di S. Elena
- Vicolo di S. Elena
- Via di S. Maria del Pianto
- Via del Teatro di Marcello
- Via del Tempio
- Via della Tribuna di Campitelli

### Strade e piazze scomparse
- Vicolo delle Azzimelle
- Vicolo Capocciuto
- Vicolo Catalano
- Via della Fiumara
- Piazza Giudia
- Piazza del Mercatello
- Piazzetta del Pancotto
- Piazza di Pescarìa
- Via di Pescarìa
- Via di Ponte Quattro Capi
- Via Rua
- Piazza delle Scole
- Piazza della Scola Catalana
- Via della Scola Catalana
- Piazzetta delle Tre Cannelle

## Galleria d'immagini

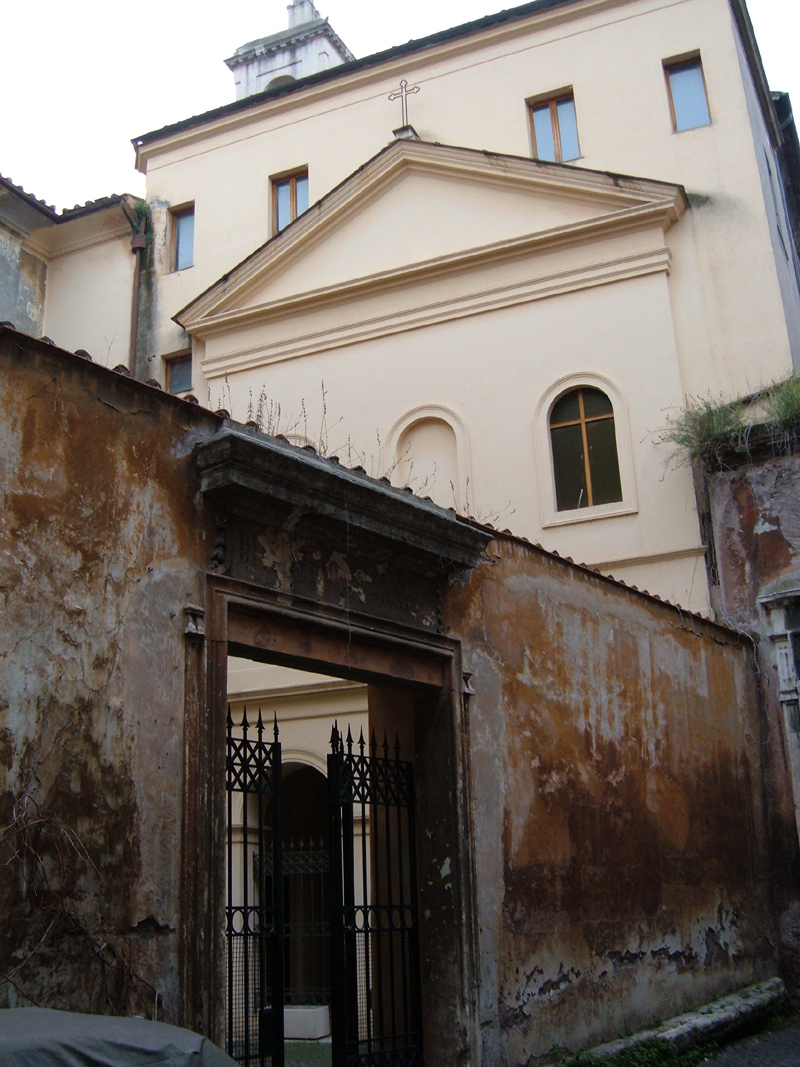
Sant'Ambrogio della Massima
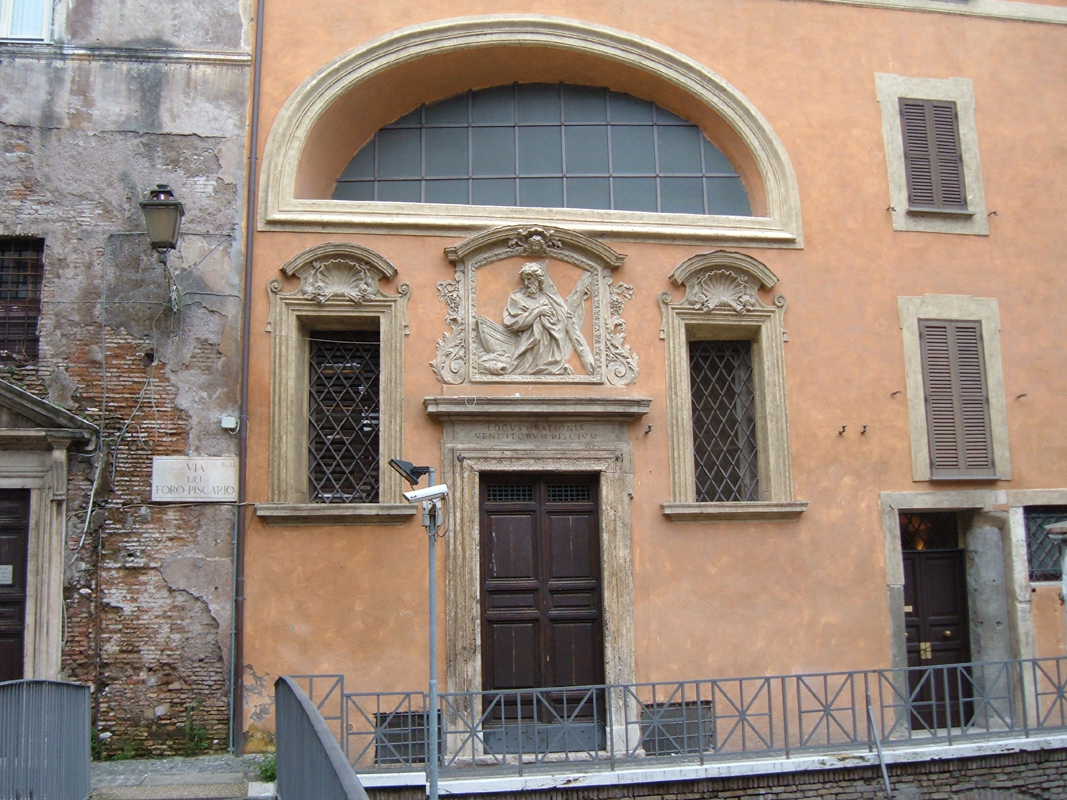
Oratorio di Sant'Andrea dei pescivendoli
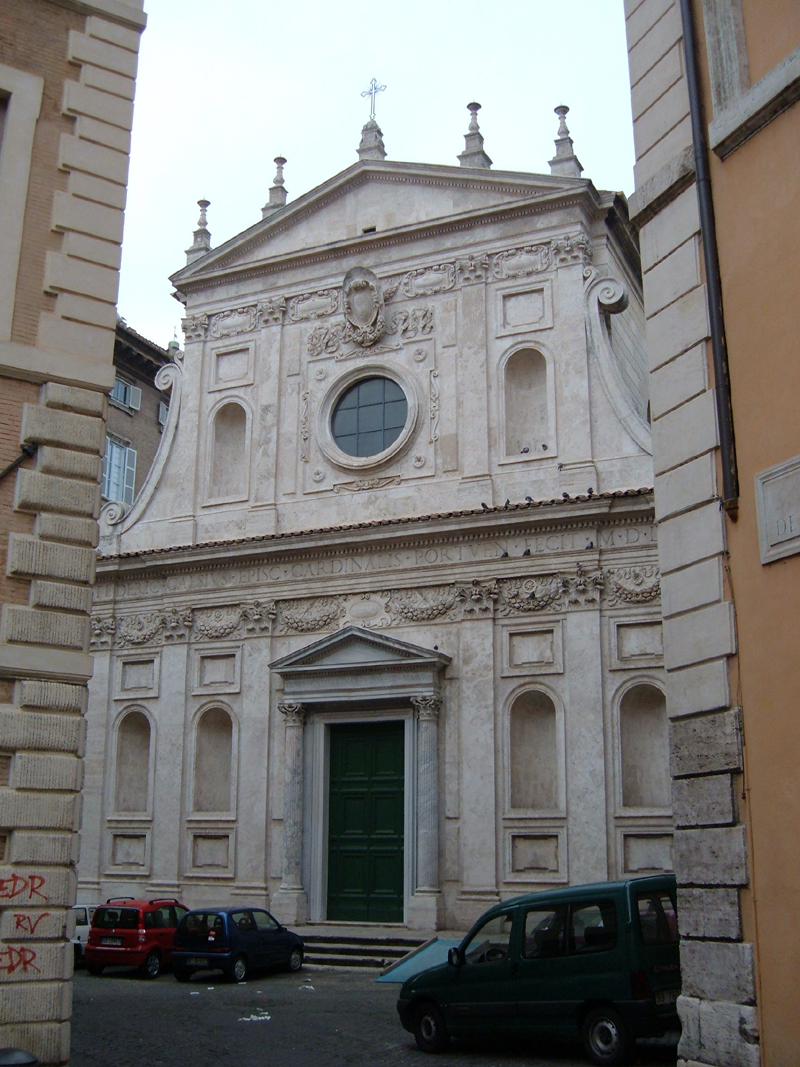
Chiesa di Santa Caterina dei Funari
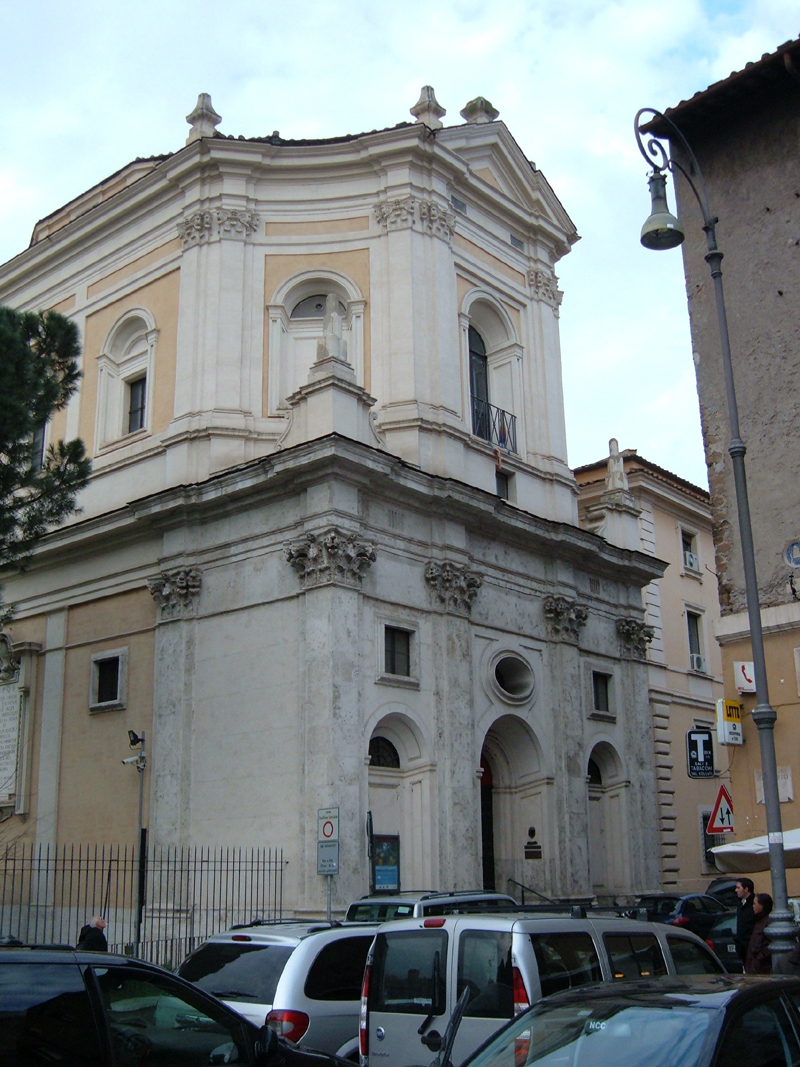
Santa Rita da Cascia in Campitelli
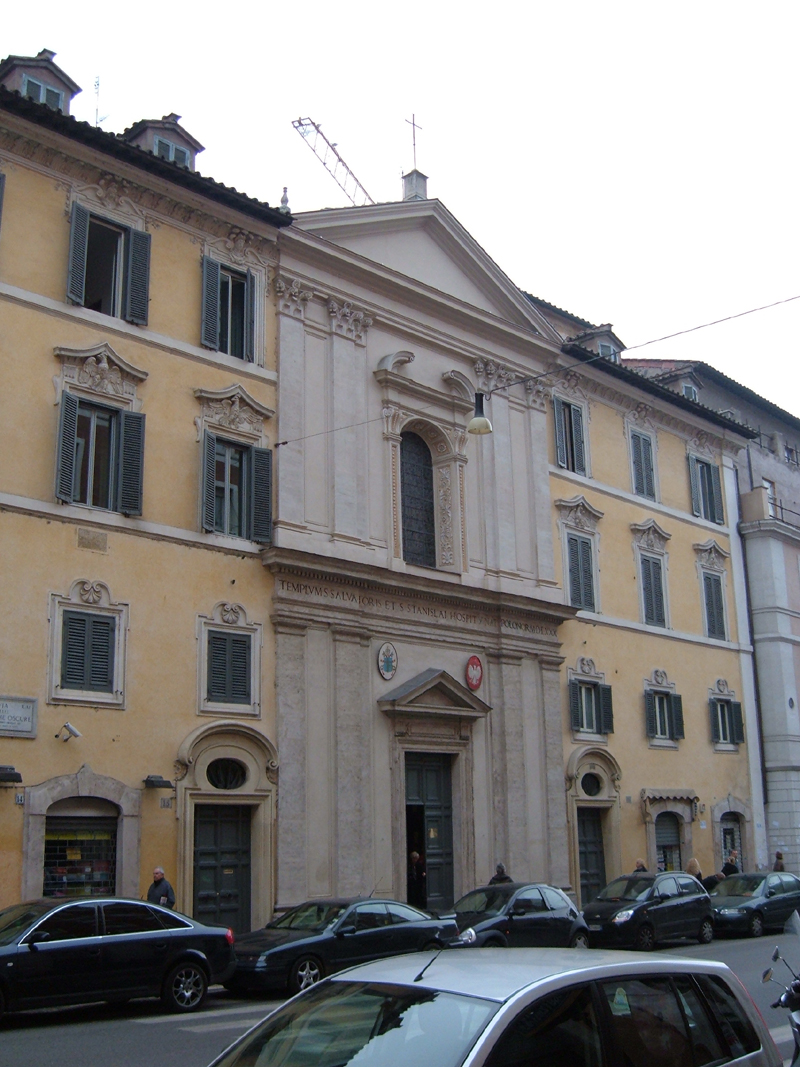
Santo Stanislao dei Polacchi
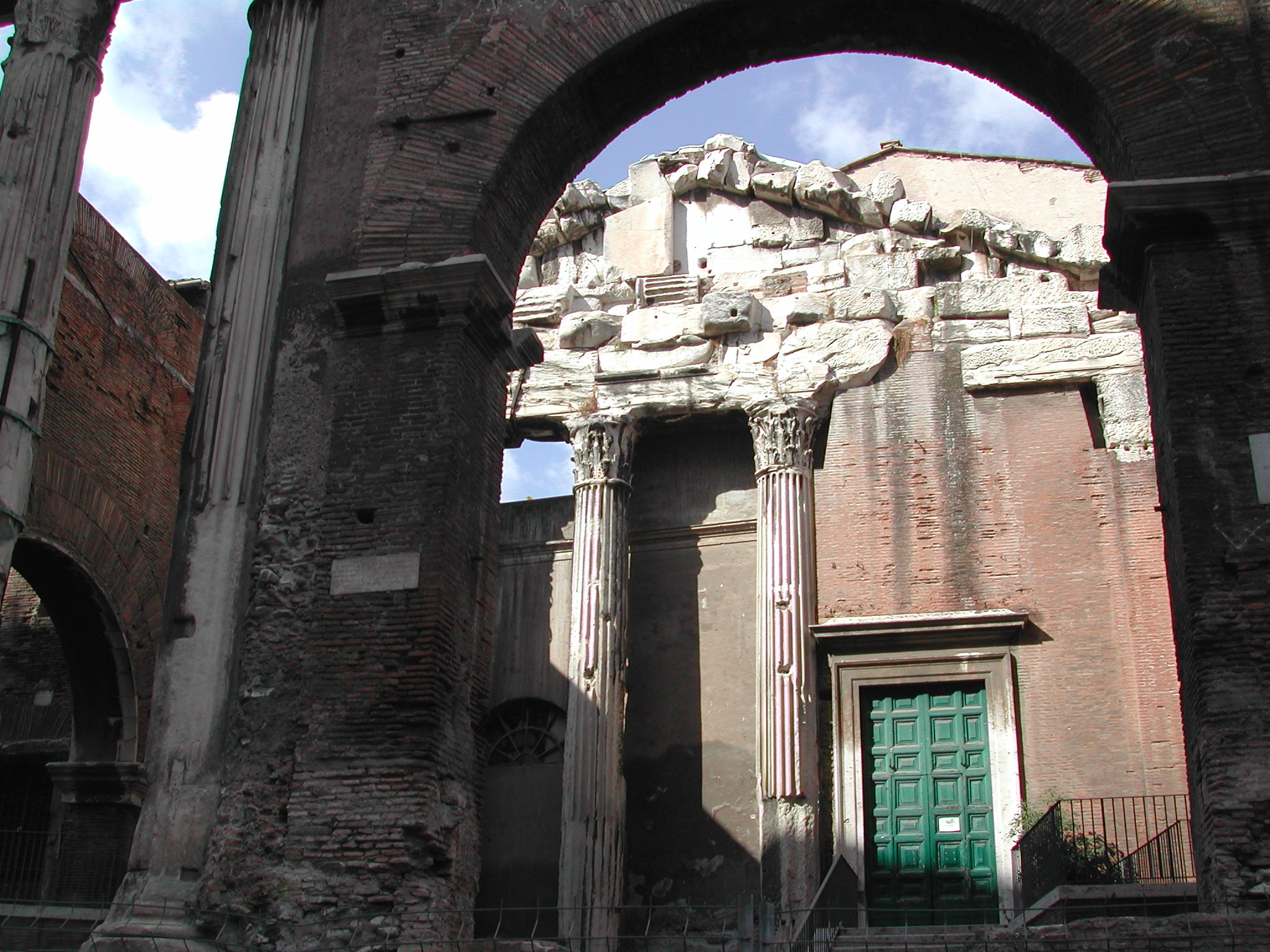
Sant'Angelo in Pescheria
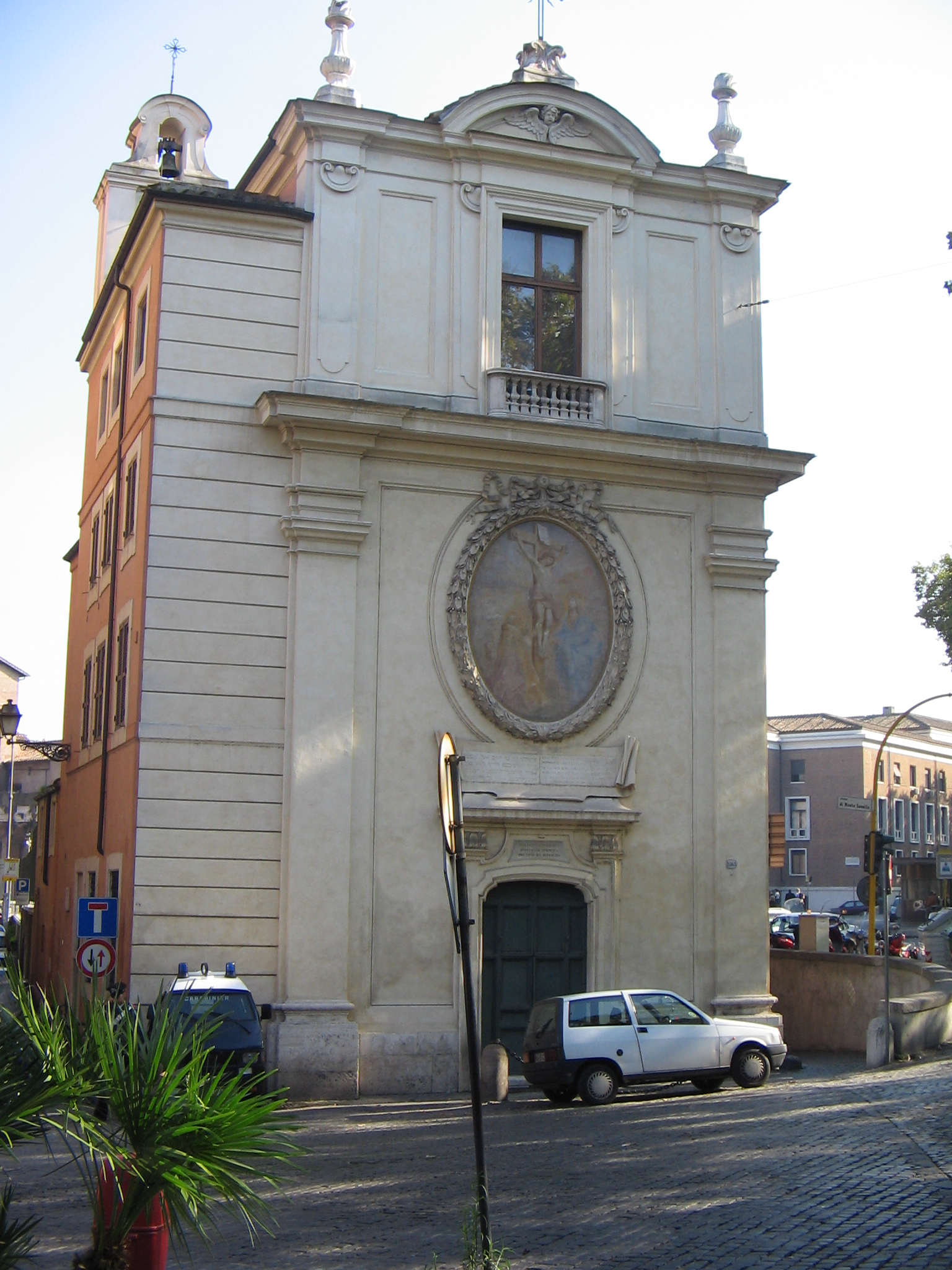
San Gregorio della Divina Pietà
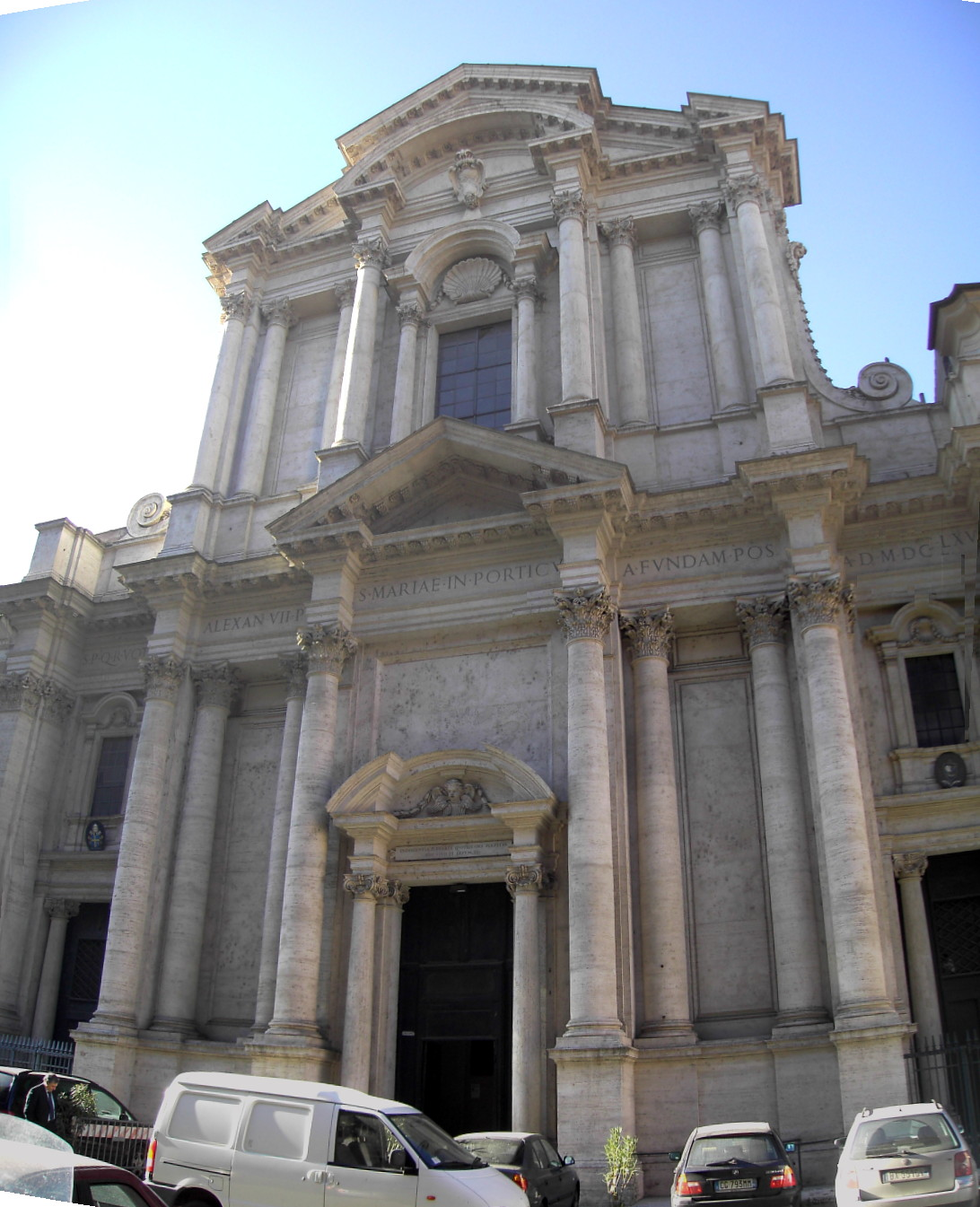
Chiesa di Santa Maria in Portico in Campitelli
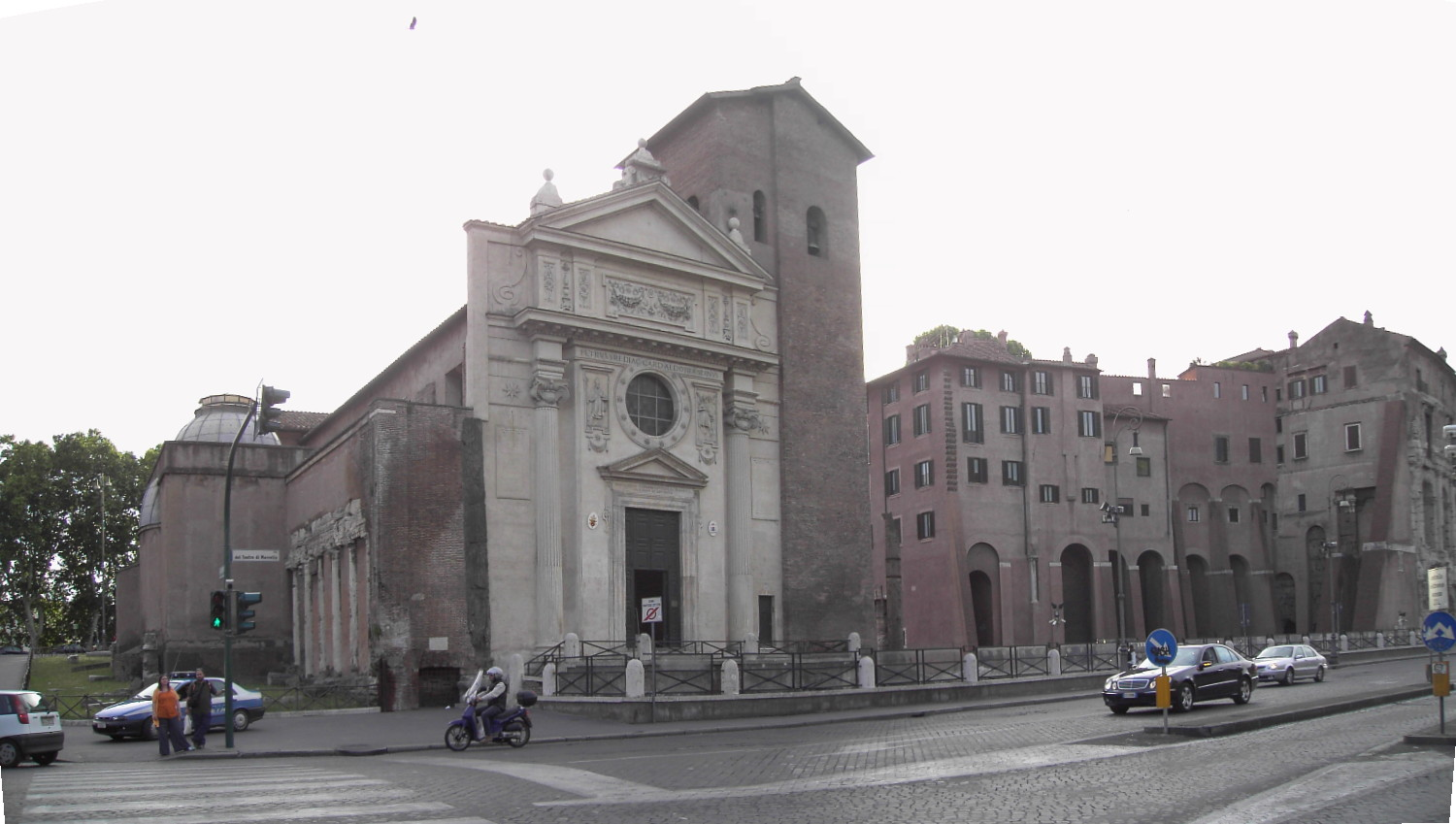
Basilica di San Nicola in Carcere